# 애기양털박쥐
애기양털박쥐(Kerivoula minuta)는 애기박쥐과에 속하는 박쥐의 일종이다. 말레이시아와 태국에서 발견된다.

## 특징
작은 박쥐로 전완장이 25~29.5mm이고 귀 길이가 8~10mm, 몸무게는 최대 2.3g이다. 털이 길고 솜털처럼 복슬복슬하다. 등 쪽은 갈색과 오렌지색을 띠는 반면에 배 쪽은 약간 밝다. 주둥이 길고 뾰족하다.

## 생태
먹이는 곤충이다.

## 분포 및 서식지
태국과 말레이반도, 수마트라섬 남부의 람풍주와 보르네오섬에 널리 분포한다. 딥테로카르푸스 숲과 저지대 이차림에서 서식한다.